# Hvězdárna a planetárium Plzeň
Hvězdárna a planetárium Plzeň byla příspěvková organizace, která vznikla v 50. letech 20. století. Zabývala se astronomickým pozorováním, přednáškovou a popularizační činností. Zajišťovala přednášky nejen na téma astronomie a kosmonautika, ale i podobných oborů. Pořádala pozorovací akce pro širokou veřejnost i pro zkušenější astronomy-amatéry. Mezi nejznámější patřily pozorovací víkendy nebo Letní astronomické praktikum – Expedice. Každoročně se také zapojovala do různých akcí jako například Dny vědy a techniky nebo Noc vědců, kde prezentovala svoji činnost.
Do roku 1997 organizace sídlila v budově „Nad Hamburkem“, dnešním sídle Okresního soudu Plzeň-město, kde byl funkční projekční přístroj planetária. Poté, co budovu musela opustit, byl přístroj rozebrán a dlouhodobě uložen v náhradních prostorech. Od té doby měla pouze administrativní budovu ve Skvrňanech a pozorování pro veřejnost bylo realizováno nejčastěji formou výjezdů do okrajových částí města, kam byly přivezeny přenosné dalekohledy a za asistence odborných pracovníků bylo možné sledovat objekty na obloze.
3D planetárium v Plzni provozuje plzeňská Techmania.
Hvězdárna a planetárium Plzeň byla k 30. červnu 2016 jako příspěvková organizace města zrušena, převedena pod Plzeňský kraj a sloučena s rokycanskou hvězdárnou.
Od 1. července 2016 je plzeňská hvězdárna součástí krajské organizace Hvězdárna v Rokycanech a Plzni.
Starý projekční přístroj planetária byl částečně zprovozněn a stal se součástí výstavy, která je v plzeňské části hvězdárny.